# Maryana Marrash
Maryana bint Fathallah bin Nasrallah Marrash (Alepo, Siria Otomana, 1848 - ibídem, 1919), más conocida como Maryana Marrash, fue una escritora y poetisa siria perteneciente al movimiento literario Nahda, también conocido como Renacimiento Árabe. Revivió los salones literarios en Oriente Próximo, de orígenes preislámicos, y fue la primera mujer siria en publicar una colección de poemas, así como en escribir para algún diario árabe.

## Biografía

### Orígenes, familia y educación
Maryana Marrash nació en Alepo, una ciudad de la provincia otomana de Siria y ubicada en la actual Siria, en el seno de una familia melquita de comerciantes adinerados conocida por su interés en la literatura. Su familia estaba cómodamente asentada en Alepo, a pesar de los percances que habían padecido recientemente a causa de su credo: Butrus Marrash, emparentado con Maryana, había sido martirizado por fundamentalistas ortodoxos griegos en abril de 1818, mientras que otros melquitas, como el sacerdote Jibrail Marrash, se habían exiliado de la ciudad. El padre de Maryana, Fathallah, trató de calmar la situación escribiendo un tratado en 1849, en el que rechazaba la cláusula Filioque. Fathallah había construido una gran biblioteca privada para brindar a sus tres hijos; Francis, Abdallah y Maryana, una exhaustiva educación, concentrándose en la literatura y la gramática árabes. Según Marilyn Booth, la madre de Maryana provenía de «la famosa familia al-Antaki», emparentada con el arzobispo Demetrius Antachi.
Por aquel entonces, Alepo era un importante centro intelectual dentro del Imperio Otomano, cuya buena parte de la población consistía en intelectuales y escritores adheridos al Nahda y preocupados por el futuro del pueblo árabe. Los hermanos Marrash, además de recibir educación en casa, asistían a escuelas misioneras francesas, donde adquirieron conocimientos de francés, de italiano y de inglés. Al proporcionarle a su hija una educación, cuando a las mujeres de Medio Oriente no se les era impartida formación intelectual alguna, los padres de Maryana desafiaron la creencia generalizada de que la educación y el ámbito intelectual era sólo para los varones, y las niñas no eran educadas «para que no se sintieran en el ambiente de recepción de los hombres», afirma Marilyn Booth. Fathallah inscribió a su hija de cinco años en una escuela maronita local, luego, fue educada por las monjas de San José en Alepo, y finalizó sus estudios en una escuela inglesa de Beirut. Además de su educación formal en estas escuelas, donde se familiarizó con las culturas francesa e inglesa, estuvo bajo la tutela de su padre y sus hermanos, quienes le impartían clases sobre literatura. Los primeros reportes de Maryana afirman que se destacaba en francés, literatura y matemática, y que podía tocar el qanun y cantar armoniosamente.
El historiador sirio Muhammad al-Ragib Tabbakh afirma que Maryana era una mujer distinta de lo que se esperaría para la época y que «la gente la miraba con otros ojos». En un principio, no deseaba casarse pese a que tenía varios pretendientes, aunque parece haber cambiado de opinión luego de la muerte de su madre, y contrajo matrimonio con Habib Ghadban, miembro de una familia cristiana local. La pareja tuvo un hijo y dos hijas.

### Carrera literaria

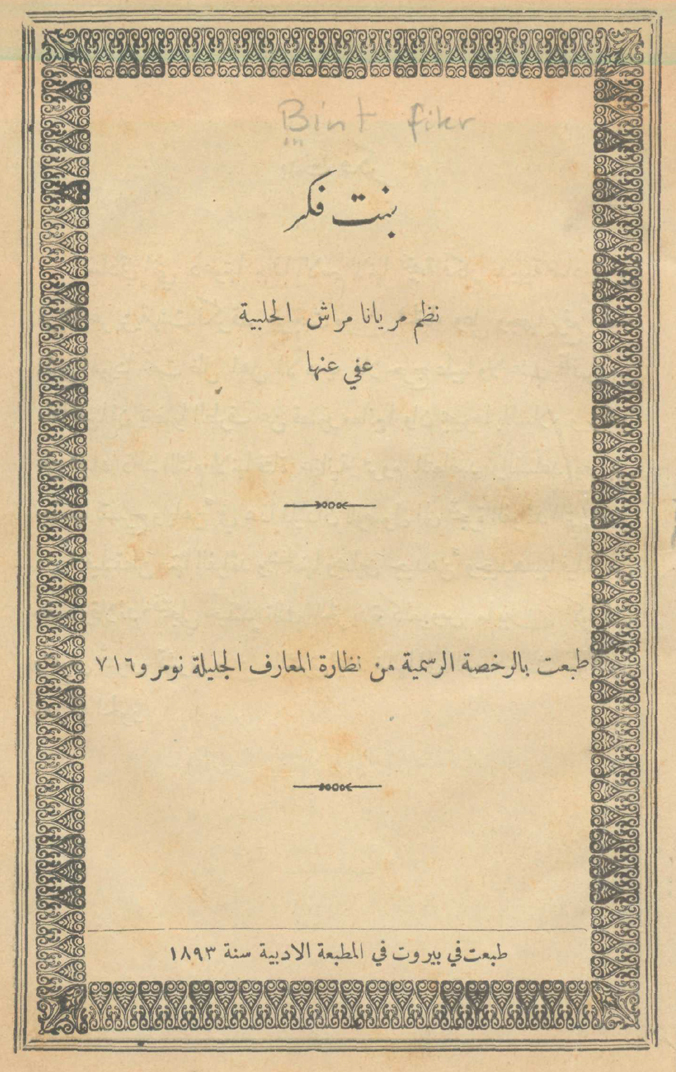
Tapa del poemario Bint fikr.

En 1870 o 1871, Marrash empezó a publicar artículos y poemas en revistas y diarios sirios y libaneses, como en Lisan Al-hal y en Al-Jinan. En sus artículos, criticaba la condición de las mujeres árabes y las instaba, sin importar la religión que profesaran, a acceder a la educación y a manifestar sus opiniones. En 1893, obtuvo el permiso de la Sublime Puerta para publicar su colección de poemas Bint fikr (Una hija del pensamiento) en Beirut, gracias a que había escrito un poema en el que exaltaba la figura del sultán Abdul Hamid II y otros panegíricos en los que elogiaba a los gobernadores otomanos de Alepo. Su poesía tenía un estilo más tradicional que la de su hermano Francis, como se observa en la elegía que compuso para lamentar su muerte. En sus clases caseras, Maryana también estudiaba a algunos poetas romanticistas franceses, como Alphonse de Lamartine y Alfred de Musset. Sami Kayyali dijo sobre Marrash:

The emergence of a woman writing in the press and composing poetry in this dark era was a significant event. Our recent history shows that it was rare for even men to read and write; her appearance in these dark nights was thus like a bright star in the center of the heavens.

La aparición de una mujer escribiendo en la prensa y componiendo poesía en esta era oscura, fue un acontecimiento significativo. Nuestra historia reciente demuestra que era difícil y poco frecuente incluso para los hombres leer y escribir; su aparición en estas noches oscuras fue así como una estrella brillante que se destacaba en el centro de los cielos.

Entre sus obras no propiamente literarias, se destaca Tarikh Suriya al-hadith, que es el primer libro en tratar la historia tardía de la Siria Otomana.

### El salón de Marrash
Marrash era reconocida en Alepo a causa del salón que tenía en la casa que compartía con su marido, en el cual organizaba regularmente reuniones a las que asistían intelectuales residentes en Alepo. Había realizado un viaje por Europa en una ocasión, y había regresado a casa impresionada por la cultura literaria propia de la época. Sin embargo, según cuenta Joseph Zeidan, no existen pruebas que confirmen que Marrash instaurase su salón como punto de reuniones literarias luego de su paso por Europa; puesto que hay que tener en cuenta que la mayoría de quienes concurrían eran visitantes habituales de la casa de su familia, donde solían reunirse con su padre o sus hermanos. Por ello, siguiendo la lógica de Zeidan, no se sabe con certeza si su paso por Europa influyó o no en la organización de estas reuniones. Joseph Zeidan cuenta:

Upon her return in Aleppo, Maryana Marrash turned her house into a gathering place for a group of celebrated writers who met there on a regular basis to cultivate each other's friendship and discuss literature, music, and political and social issues.

A su regreso a Alepo, Maryana Marrash convirtió su casa en lugar de reunión de un grupo de escritores célebres que se reunía allí con regularidad para entablar amistades y hablar de literatura, música y temas políticos y sociales.

Los participantes de sus reuniones incluían intelectuales de Alepo de ambos sexos, además de políticos y diplomáticos extranjeros. Durante las reuniones, Marrash solía entretener a sus invitados tocando el qanun y cantando. Antun Sha'arawi describió como eran las típicas reuniones en el salón de Marrash: 

Wearing either all black or all white dresses ordered from Paris, Marrash hosted the mixed evening get-togethers in which literary topics as varied as the Mu`allaqat—a cycle of seven pre-Islamic poems—or the work of Rabelais were discussed. Chess and card games were played, and complicated poetry competitions took place; wine and 'araq flowed freely; participants sang, danced, and listened to records played on a phonograph.

Vistiendo algunas ropas de color negro o blanco ordenadas desde París, Marrash organizaba noches mixtas de tertulias en las que tocábamos temas literarios muy variados, como la Mu`allaqat, una colección de siete poemas preislámicos; o discutíamos acerca del trabajo de Rabelais. Se jugaba juegos de cartas y al ajedrez, y tenían lugar unas complicadas competiciones de poesía. El vino y el arak circulaban libremente, y los participantes cantábamos, bailábamos y escuchábamos la música que era reproducida en un fonógrafo.

No obstante, Heghnar Zeitlian Watenpaugh sugirió que la descripción de Sha'arawi puede ser parcial o totalmente apócrifa.

### Citas
1. 1 2 3  Bosworth, van Donzel, Lewis & Pellat (ed.), p. 598.
2. ↑  Wielandt, p. 119; Zeidan, p. 50.
3. ↑  Wielandt, p. 119; Hafez, p. 274.
4. 1 2  Wielandt, p. 120; Charon, p. 115.
5. ↑  Charon, p. 115.
6. ↑  Wielandt, p. 120.
7. 1 2 3 4  Zeidan, p. 50.
8. ↑  Wielandt, p. 122; Bosworth, van Donzel, Lewis & Pellat (ed.), p. 598.
9. ↑  Booth, p. 125; de Tarrazi, p. 241.
10. ↑  Watenpaugh, H. Z., p. 235; Booth, p. 125.
11. ↑  Booth, p. 125.
12. ↑  Dabbāgh; Watenpaugh, K. D., p. 52.
13. ↑  Watenpaugh, H. Z., pp. 226–227.
14. ↑  Watenpaugh, H. Z., p. 226.
15. ↑  Watenpaugh, H. Z., p. 227.
16. ↑  Watenpaugh, H. Z., p. 227; al-Mawsū‘at aṣ-ṣuḥufīyat al-‘Arabīyah, volumen VI.
17. ↑  Al-Mawsū‘at aṣ-ṣuḥufīyat al-‘Arabīyah, volumen VI.
18. ↑  Watenpaugh, H. Z., p. 227; Dorigo (ed.), p. 43; Zeidan, p. 50.
19. ↑  Zeidan, p. 50; Ende & Steinbach (ed.), p. 623.
20. 1 2  Zeidan, p. 284.
21. ↑  Masters, p. 179.
22. ↑  Zeidan, p. 57.
23. 1 2  Somekh, p. 44; Zeidan, p. 58.
24. ↑  Ashour, Ghazoul & Reda-Mekdashi (ed.), p. 61.
25. ↑  Ashour, Ghazoul & Reda-Mekdashi (ed.), p. 440.
26. ↑  Watenpaugh, H. Z., p. 227; Watenpaugh, K. D., p. 52.
27. 1 2  Watenpaugh, H. Z., p. 227; Zeidan, p. 50.
28. ↑  Zeidan, p. 50; Watenpaugh, H. Z., p. 229.
29. ↑  Watenpaugh, K. D., p. 52.
30. ↑  Watenpaugh, H. Z., p. 228.